# Villa Kremenezky

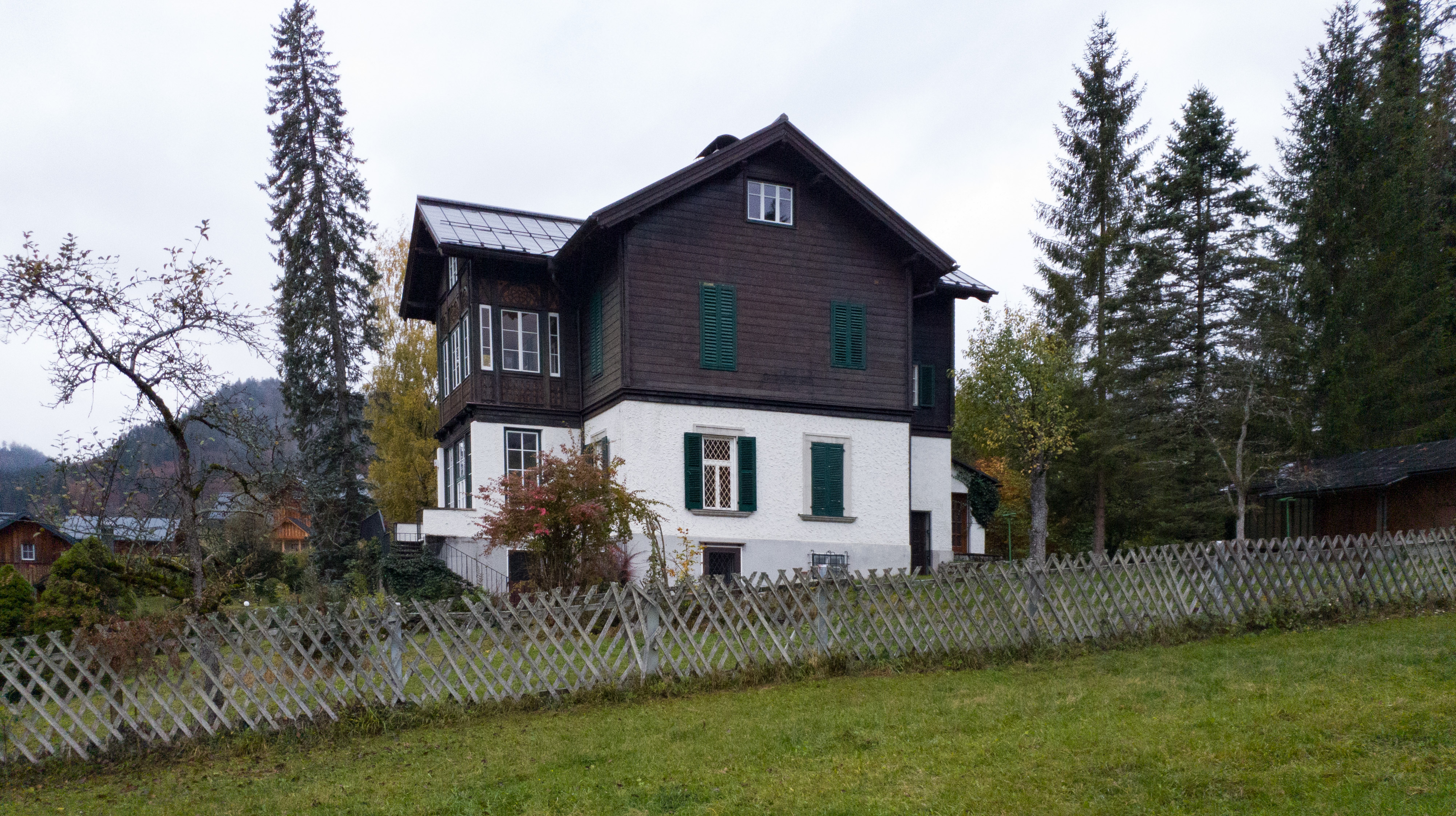
Villa Kremenezky (2019)

Die Villa Kremenezky ist eine Landhausvilla in Altaussee, die um 1874 von Péter Búsbach im Ausseer Stil erbaut wurde. Sie liegt in einem Landschaftspark, dem Kremenezky-Park im zentralen Ortsteil Fischerndorf. 1936 wurde sie durch den Architekten und Kunsthandwerker Otto Prutscher umgebaut. Die Villa ist nach einem ihrer früheren Besitzer, Theodor Kremenezky, benannt. Der wechselvollen Geschichte der Villa ist in einem Buch von Marie-Theres Arnbom ein eigenes Kapitel gewidmet.

## Lage
Die derzeit (Stand 2022) unbewohnte und nicht denkmalgeschützte Villa mit der Anschrift Fischerndorf 52 befindet sich am oberen Ende eines rund 10.000 m² großen parkähnlichen Grundstückes inmitten des Ortskerns von Altaussee an einem Südhang am Fuß des Losers. Die Entfernung zum Altausseer See beträgt etwa 350 Meter.

## Geschichte und Eigentümer

### Péter Búsbach
Über die Zeit der Errichtung der Villa ist wenig bekannt. Laut Grundbuchauszug kaufte Peter Busbach das Grundstück Donisen-Ackerl am 29. August 1873 von den Eheleuten Franz und Johanna Wimmer. Die ursprüngliche Villa dürfte kurz danach gebaut worden sein. Aufgrund des Ehevertrages vom 29. September 1891 wurde Busbachs Gattin Emma (geb. Martolosick) Hälfteigentümerin der Liegenschaft. Im Jahre 1900 wurde im Häuserverzeichnis des Gerichtsbezirkes Aussee zur Adresse Fischerndorf 52 ebendieser Peter Busbach als Besitzer der Villa angeführt. Péter Búsbach (1827–1905) war ein ungarischer Rechtsanwalt und Schriftsteller, sowie Mitglied der ungarischen Nationalversammlung.
Mit Eugen und Mathilde Zsigmondy blieb die Villa per Kaufvertrag vom 25. Mai 1906 bis 1920 im Besitz der Familie.

### Familie Andrian-Werburg
Am 4. Oktober 1920 erwarb die Psychologin Gabriele von Wartensleben das Anwesen. Bereits zwei Jahre später, am 18. Dezember 1922 ging dieses in den Besitz ihres Bruders, den Schriftsteller und Diplomaten Leopold Andrian über. Andrian verkaufte am 16. Juni 1920 sein bisheriges Anwesen in Fischerndorf 48 (Villa Wassermann) und erwarb stattdessen die Liegenschaft Fischerndorf 52. Andrian liegt am Friedhof Altaussee begraben. Von älteren Menschen wird die Villa Kremenzky noch heute als Andrian-Villa bezeichnet.
Nach der Familie Andrian ist auch die „Andrian-Werburg-Promenade“ in Altaussee benannt.

### Bernhard Panzer
Am 21. Oktober 1931 erwarb Bernhard Panzer (1870–1934) die Liegenschaft gegen Leibrente von Leopold Andrian. Panzer war Laryngologe in Wien. Aufgrund eines von seinem Bruder ererbten Vermögens war er auch Eigentümer der Villa Primavesi in Wien-Hietzing und Förderer der Wiener Werkstätte und Gustav Klimts. So besaß Panzer auch das Klimt-Gemälde Am Attersee. Infolge eines Hirnschlages stürzte Panzer 1934 im Lainzer Tiergarten vom Pferd und starb. Panzer sprach in seinem Testament ein Betretungsverbot für seine geschiedene zweite Frau Isabella Tas in seinem Ferienhaus in Altaussee aus. Dadurch hätten jedoch seine zwei minderjährigen Kinder keinen Zutritt mehr zur Villa gehabt. Um dem Willen Panzers zu entsprechen und dennoch den Kindern samt deren Mutter die Nutzung des Ferienhauses zu ermöglichen, wurde die Villa in Altaussee 1936 mit Einwilligung des Abhandlungsgerichtes verkauft und dafür eine andere Villa bei Sankt Wolfgang erworben.

### Theodor Kremenezky
Aus der Verlassenschaft von Bernhard Panzer kaufte der Wiener Industrielle Theodor Kremenezky am 24. April 1936 die Liegenschaft Fischerndorf 52. Theodor Kremenezky (1901–1973) war der Sohn von Johann Kremenezky, der in Wien die elektrische Beleuchtung einführte und einer der engsten Mitarbeiter von Theodor Herzl war. Theodor Kremenezky beauftragte kurz nach dem Kauf den Wiener Architekten Otto Prutscher mit dem Umbau der Villa.

### NS-Zeit
Am 1. Mai 1938 wurde die Villa von der NSDAP beschlagnahmt und am 4. August 1938 arisiert. Gegen Ende des
Zweiten Weltkrieges wurde sie vom Gauleiter und SS-Obergruppenführer August Eigruber bewohnt. Eigruber wollte die im Ausseer Bergwerkstollen von den Nationalsozialisten gestohlenen Kunstschätze in die Luft sprengen.

### Nachkriegszeit
Theodor Kremenezky überlebte im Gegensatz zu seiner Schwester Charlotte, die im Vernichtungslager Auschwitz ermordet wurde, den Holocaust, indem er 1938 über Italien nach Israel floh. Nach dem Krieg kehrte Kremenezky nach Österreich zurück und beantragte die Restitution seiner Villa. Am 9. Juli 1947 wurde ihm das von den Nazis geraubte Fischerndorfer Grundstück von der Republik Österreich zurückgegeben. Die heute gebräuchliche Bezeichnung „Kremenezky-Villa“ für das Anwesen Fischerndorf 52 entstammt wahrscheinlich der Zeit nach 1945, in der die Kremenezkys über zwei Jahrzehnte diese Villa bewohnten. Nach seinem Tod am 4. November 1973 wurde Theodor Kremenezky im Grab seiner bereits 1970 verstorbenen Gattin Doris auf dem Friedhof in Altaussee beerdigt.

### Erika Varay
Nach dem Tod von Theodor Kremenezky erbte Erika Varay (1921–2001), geborene Kremenezky, die Villa von ihrem Onkel und wurde das Eigentumsrecht für sie am 25. Juli 1976 ins Grundbuch eingetragen. Erika war die Tochter von Alexander Kremenezky, dem um 11 Jahre älteren Bruder von Theodor. Alexander war bereits 1971 in Paris verstorben. Die bei der einheimischen Bevölkerung als „Grande Dame“ bekannte Erika verbrachte ausschließlich die Sommer in Altaussee und beherbergte während dieser Aufenthalte zahlreiche internationale Gäste in ihrer Villa, wie z. B. den damaligen Bürgermeister von Paris und späteren französischen Staatspräsidenten Jacques Chirac.

### Familie Kowall
Am 26. April 1985 verkaufte Erika Varay die Villa Kremenezky an Friedrich und Margarete Kowall aus Mödling. Als Haupteigentümer des „Diabaswerkes Saalfelden“ sowie des „Baukontors Gaaden“ in Mödling betrieb Friedrich Kowall zwei große Steinbrüche. Kurz nach dem Erwerb der Kremenezky-Villa ließen die Eheleute Kowall das Haus renovieren um eine ganzjährige Nutzung zu ermöglichen. Friedrich Kowall (geb. 8. Juni 1922) verstarb am 12. Juli 2017 kurz nach seinem 95. Geburtstag. Die Villa in Altaussee wurde an die Kinder der Familie weitergegeben.

### Derzeitige Situation
Mit Kaufvertrag vom 2. Juli 2019 wurde die gesamte Liegenschaft der Villa Kremenezky von der Vivamayr Sport GmbH erworben. Deren Eigentümer waren bzw. sind der Industrielle Hannes Androsch (1938–2024) und dessen Tochter Natascha Sommerer, die in Altaussee bereits das direkt am Altausseer See gelegene Hotel Vivamayr betreiben. Das Bekanntwerden der Pläne zum beabsichtigten Abbruch der Villa und zur Errichtung eines weiteren Wellness-Hotels für Sportler auf den Kremenezky-Gründen sorgt seither den österreichischen Medien regelmäßig für Schlagzeilen.

## Architekturgeschichte

### Errichtung
Die um 1874 erbaute Villa Busbach war ursprünglich im Stil eines großbürgerlichen zweigeschoßigen Sommerhauses dieser Zeit gestaltet. So besaß die in einer Hanglage im nördlichen Teil des Parks situierte Villa im Obergeschoß einen Erker mit markanter Dachkonstruktion, der ebenso wie die dreigeteilte Veranda aufwändige Holzschnittarbeiten zeigte. Im Gegensatz zum Erdgeschoß, das in Massivbauweise ausgeführt und mit hellen Quadersteinen dekoriert war, wurde für das Obergeschoß aus Kontrastgründen eine mit unverputzten Backsteinziegeln gefüllte Fachwerkkonstruktion gewählt.
Eine um 1900 entstandene Fotografie zeigt die Villa Busbach im ursprünglichen Zustand.

### Umbau durch Prutscher um 1936
Als Theodor Kremenezky 1936 die Villa erwarb, beauftragte er umgehend den Wiener Architekt Otto Prutscher mit dem Umbau, wodurch sich das Erscheinungsbild der Villa grundlegend änderte. Prutscher ließ den Erker entfernen, verkleidete das Fachwerk im Obergeschoß mit horizontal angeordneter Holzverschalung, ersetzte die schlanken Steher der oberen Veranda durch stärkere und den geschwungenen Abschluss mit den opulenten Laubsägearbeiten durch einen geraden Holzträger ohne Dekor. Auch die ursprünglich dekorativ gestaltete Balkonbrüstung wurde entfernt und durch ein elegant wirkendes puristisches Geländer ersetzt. Als Reminiszenz an die alpine Landschaft wurden im Obergeschoß Fensterläden angebracht. Im Erdgeschoß ließ Prutscher die beiden mittleren Steher der Veranda entfernen und an den Seiten jeweils ein Fenster einbauen. Die Steinverkleidungen wurden verputzt und wie die Mauern weiß gefärbt. Das Ergebnis der Umbauarbeiten war eine gelungene Mischung aus Wiener Moderne mit Versatzstücken des Baustils aus dem Ausseerland.
Eine Fotografie der Villa im Winter zeigt deren Aussehen nach dem Umbau durch Prutscher.

### Heutiges Erscheinungsbild
Beim letzten Umbau in der Mitte der 1980er Jahre wurde die ursprünglich offene Veranda im Obergeschoß geschlossen und mit großen, unterteilten Fenstern und üppigen Holzschnitzereien versehen. Auch der ehemals umlaufende Balkon wurde zur Gänze entfernt. Die Haustüre wird durch einen pseudoklassizistischen Türstock aus Fludergrabenmarmor hervorgehoben. Während das gemauerte Erdgeschoß heute weiß gefärbt ist, besitzt das Obergeschoß eine dunkelbraune horizontale Holzverschalung. Die Fensterrahmen und die dazugehörenden Fensterläden sind in typischem Ausseer Grün gehalten.
Seit ihrem knapp 150-jährigen Bestehen durchlief die Villa somit drei gänzlich unterschiedliche Stilphasen. Das heutige Erscheinungsbild entspricht am ehesten der gehobenen Bautradition im Ausseerland.